# Osservatorio Desert Eagle
L'osservatorio Desert Eagle è un osservatorio astronomico amatoriale privato situato vicino a Benson, in Arizona, negli Stati Uniti. Gestito dall'astronomo cino-canadese William Kwong Yu Yeung, uno tra i più prolifici scopritori di asteroidi, è dedicato essenzialmente all'osservazione e alla scoperta di comete e pianeti minori, che includono asteroidi e oggetti NEO. Presso l'osservatorio, Yeung ha scoperto più di 1.500 asteroidi. Il codice MPC dell'osservatorio è 333.